# Notostylopidae
Notostylopidae — вимерла родина, що складається з п'яти родів нотунглятних ссавців, відомих з пізнього палеоцену до раннього олігоцену в Аргентині, Бразилії та Чилі в Південній Америці.